# Liste der Grazer Stadttore
Die Liste der Grazer Stadttore umfasst sämtliche bestehende und ehemalige Tore der historischen Grazer Stadtbefestigung. Die insgesamt elf Tore, von denen zwei erhalten geblieben sind, befanden sich alle auf dem Gebiet des Stadtbezirks Innere Stadt.

## Legende
Die Liste ist folgendermaßen aufgebaut:
- Name: Die Namen sind alphabetisch geordnet.
- Teil der Stadtbefestigung nach Epoche: Beschreibt die Zugehörigkeit des Tores zum jeweiligen Befestigungsgürtel.
- Standort / Koordinaten: Angabe der Gasse und der Standortkoordinaten, sofern bekannt.
- Bestandszeit: Angegeben ist der Bestandszeitraum des Bauwerks. Wenn kein exaktes Baujahr angegeben werden kann, wird eine Einteilung in Jahrhunderten getroffen.
- Kurzbeschreibung: Hier werden historische und architektonische Besonderheiten erwähnt, die für das jeweilige Stadttor von Bedeutung sind.
- Bild: In dieser Spalte befindet sich ein Bild mit einer historischen Ansicht oder einer modernen Aufnahme des jeweiligen Tores, sofern vorhanden.

## Liste der Grazer Stadttore
| Name              | Teil der Stadtbefestigung nach Epoche                         | Standort / Koordinaten              | Bestandszeit                                | Kurzbeschreibung | Bild |
| ----------------- | ------------------------------------------------------------- | ----------------------------------- | ------------------------------------------- | ---------------- | ---- |
| Burgtor           | Teil der Stadtmauer im 15. Jahrhundert                        | Hofgasse / Erzherzog-Johann-Allee ⊙ | ab 1336 / 1346 (urkundlich erwähnt) – heute |                  |      |
| Eisernes Tor      | Spätrenaissance-Befestigungsgürtel                            | Am Eisernen Tor ⊙                   | 1571/74 – 1859/60                           |                  |      |
| Franzenstor       | Spätrenaissance-Befestigungsgürtel (nachträglich hinzugefügt) | Burggasse / Opernring ⊙             | 1835–1856                                   |                  |      |
| Inneres Murtor    | Mittelalterliche Stadtbefestigung                             | Murgasse ⊙                          | 1471 (urkundlich erwähnt) – 1837            |                  |      |
| Äußeres Murtor    | Mittelalterliche Stadtbefestigung                             | Murgasse ⊙                          | 1471 (urkundlich erwähnt) – 1837            |                  |      |
| Neutor            | Spätrenaissance-Befestigungsgürtel                            | Neutorgasse ⊙                       | um 1620–1883/84                             |                  |      |
| Inneres Paulustor | Mittelalterliche Stadtbefestigung                             | Sporgasse ⊙                         | 1355 (urkundlich erwähnt) – 1846            |                  |      |
| Äußeres Paulustor | Spätrenaissance-Befestigungsgürtel                            | Paulustorgasse ⊙                    | 1606/14 – heute                             |                  |      |
| Erstes Sacktor    | Mittelalterliche Stadtbefestigung                             | Sackstraße ⊙                        | 15. Jahrhundert –?                          |                  |      |
| Zweites Sacktor   | Mittelalterliche Stadtbefestigung                             | Sackstraße ⊙                        | um 1486–1835                                |                  |      |
| Drittes Sacktor   | Spätrenaissance-Befestigungsgürtel                            | Kaiser-Franz-Josef-Kai ⊙            | um 1625–1850                                |                  |      |